# Beautiful Lies
 (février 2016).
Albums de Birdy
Fire Within
(2013)
Singles
1. Keeping Your Head Up
Sortie : 1er janvier 2016
2. Wild Horses
Sortie : 11 mars 2016
3. Lost It All
Sortie : 16 avril 2016
4. Words
Sortie : 20 juin 2016

Beautiful Lies est le 3e album studio de la chanteuse Birdy, sorti le 25 mars 2016.

## Liste des titres
| No  | Titre                | Durée |
| --- | -------------------- | ----- |
| 1.  | Growing Pains        | 3:49  |
| 2.  | Shadow               | 4:01  |
| 3.  | Keeping Your Head Up | 3:28  |
| 4.  | Deep End             | 3:28  |
| 5.  | Wild Horses          | 3:05  |
| 6.  | Lost It All          | 3:46  |
| 7.  | Silhouette           | 4:10  |
| 8.  | Lifted               | 4:23  |
| 9.  | Take My Heart        | 4:11  |
| 10. | Hear You Calling     | 4:01  |
| 11. | Words                | 3:37  |
| 12. | Save Yourself        | 3:34  |
| 13. | Unbroken             | 4:25  |
| 14. | Beautiful Lies       | 2:50  |

| 15. | Beating Heart | 3:50 |
| 16. | Winter        | 5:06 |
| 17. | Give Up       | 4:00 |
| 18. | Start Again   | 3:24 |